# Clarence E. Pickett
Clarence Evan Pickett (* 19. Oktober 1884 in Cissna Park, Illinois; † 17. März 1965 in Boise, Idaho) war ein US-amerikanischer Theologe.

## Werdegang
Pickett entstammte einer Familie von Quäkern. Er studierte am Penn College (Iowa), am Hartford Theological Seminary und in Harvard. Danach war er als Seelsorger in den Quäkergemeinden von Toronto und Oskaloosa, als nationaler Sekretär der Young Friends sowie als Dozent für biblische Literatur am Earlham College tätig.
Von 1929 bis 1950 war er Generalsekretär des American Friends Service Committee (AFSC). 1947 nahm er in Oslo für die Organisation den Friedensnobelpreis entgegen. 1958 nahm er an verschiedenen Veranstaltungen der Friends World Committee for Consultation teil, verfolgte deren Ziele dann aber nicht weiter.

## Ehrungen
- 1953: Großes Verdienstkreuz der Bundesrepublik Deutschland